# Francisca Carrasco Jiménez
Francisca Carrasco Jiménez ―coneguda popularment com a Pancha Carrasco― (Taras, prop de Cartago, 8 d'abril de 1816 - San José de Costa Rica, 30 de desembre de 1890) va ser una camperola costa-riquenya, heroïna del país per la seva participació durant la Campanya Nacional de 1856-1857.

## Vida personal

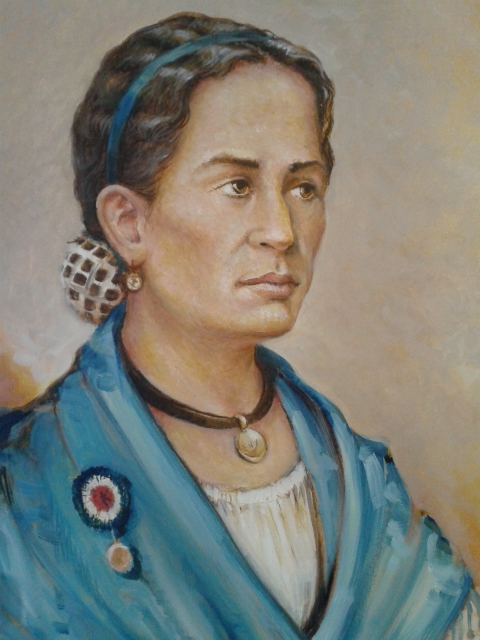
Retrat de Francisca Carrasco Jiménez (1816-1890), heroïna de Costa Rica que va participar en la Campanya Nacional de 1856-1857. Museu Històric Cultural Juan Santamaría, a Alajuela (Costa Rica).

Francisca Carrasco Jiménez va néixer el 7 d'abril de 1816 al llogaret de Taras, prop de la vila Cartago, a la vora del riu Reventazón, dins d'una família de mestissos i mulats, filla de José Francisco Carrasco Méndez i María Trinidad Jiménez. Va contreure núpcies (i va enviduar) tres vegades, la primera el 1834 amb Mario Solano, la segona amb Esperitu Santo Espinoza, i l'última amb Gil Zúñiga.
Encara que en aquesta època les dones no podien ingressar a l'escola, Francisca va aprendre a llegir i escriure.
La vida de Pancha Carrasco va ser difícil i dura; no obstant això, va enfrontar aquestes situacions amb actitud valenta, decidida i disposada, aconseguint un lloc fonamental en la història de la defensa de la llibertat i la sobirania pàtria.
La primera notícia de la seva participació dins la política de Costa Rica data del 29 de maig de 1842, quan Costa Rica vivia una època d'inestabilitat política durant la presència del general Francisco Morazán, cabdill de les forces formades per centreamericans que desitjaven la unió de l'istme.
Enfrontant-se al poder de Morazán, muntada a cavall i en companyia de diverses dones, Carrasco va instigar al poble perquè els presentessin batalla. L'incident va arribar a ser amb prou feines un xivarri, més en aquesta oportunitat ella va demostrar una gran valentia en oposar-se'ls. L'endemà d'aquest esdeveniment, va esclatar un moviment popular que va acabar amb el govern de Morazán.

## Participació en la Campanya Nacional
Durant la dècada de 1850, Costa Rica i els altres països centreamericans van enfrontar una nova crisi política davant la invasió del nord-americà William Walker a Nicaragua, davant la seva idea de prendre la resta de l'istme. El 1856, Juan Rafael Mora Porras, president de Costa Rica, va llançar una proclama cridant al poble a mobilitzar-se i manifestar el seu patriotisme mostrant les armes per expulsar a l'invasor Walker.
El 1856, als seus 40 anys, Carrasco es va inscriure com soldat a l'exèrcit nacional per combatre els filibusters.
La passió que van tenir les històriques proclames del mandatari Mora Porras va tocar el cor del poble de Costa Rica i el seu orgull. Pancha Carrasco no va dubtar i va abandonar-ho tot i va marxar al costat de les tropes, convertint-se en l'única dona de Costa Rica que va prendre part activa a les batalles que va sostenir el país.
Com a part de la tropa, a Pancha se li van assignar tasques considerades en aquells dies com a pròpies de les dones: tenir cura de la cuina, apedaçar, rentar i atendre els ferits. Després d'haver recorregut a peu tot el trajecte des de San José a Guanacaste, va seguir amb les tropes el camí cap al nord i va arribar a Nicaragua. A la Batalla de Rivas, que va exigir una quota de sang altíssima al grup de Costa Rica, Pancha Carrasco va empunyar el fusell i va prendre part en la lluita establerta per la possessió d'un canó en mans de l'enemic. La crònica narrada després pel general José Joaquín Mora Porras, comandant en cap de l'exèrcit de Costa Rica, refereix que Francisca va ser la responsable de la recuperació del canó, ja que va abatre al cap a càrrec de l'arma d'un tret de fusell, provocant la desbandada dels filibusters que el defensaven.
Després va viure tot el terrible drama de l'epidèmia de còlera. Va retornar a peu a Costa Rica al costat del general José María Canyes, atenent en el camí als malalts, consolant als desnonats i enterrant als morts.
Quan a les últimes setmanes de 1856 el govern de Costa Rica va considerar necessari recobrar els llocs militars de la Via del Trànsit, en mans encara de les tropes invasores, Pancha va acompanyar novament als soldats. Va marxar entre selves i pantans fins al riu San Juan i el Gran Llac de Nicaragua Les tropes de Costa Rica van anar guanyant terreny a la zona, fins que William Walker es va rendir.
Quan va retornar la tranquil·litat, el president Mora Porras va organitzar un reconeixement públic pels oficials de l'exèrcit, als qui va condecorar. Francisca Carrasco, que s'havia destacat com una patriota valerosa, també va rebre aquest honor.

## Reconeixements i mort
Després de la seva participació es va retirar a viure a la seva casa de la Pobla a la ciutat de San José. Sent una anciana sola va haver de demanar una pensió al Govern que li va assignar una suma de 15 pesos mensuals. Va morir sumida a l'extrema pobresa el 31 de desembre de 1890.
Després de la mort de Francisca Carrasco es va decretar dol nacional i se li van rendir honors militars corresponents al grau de general de Divisió.
El 1994 l'Assemblea Legislativa la va declarar “Defensora de les Llibertats Pàtries”. El 8 de març de 2012 va ser declarada Heroïna Nacional.
A partir d'aquest dia, el despatx de la Presidència de l'Assemblea Legislativa de Costa Rica duu el nom de Pancha Carrasco.